# Sinfonía coral

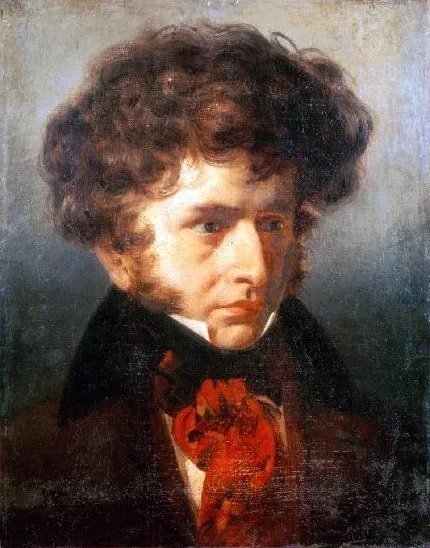
El primero en utilizar el término «sinfonía coral» fue Hector Berlioz al describir su obra Roméo et Juliette.

Una sinfonía coral es una composición musical para orquesta, coro y, en ocasiones, solistas, la cual se adhiere, generalmente, en su funcionamiento interno y arquitectura musical global a la forma musical sinfónica. El término «sinfonía coral» en este contexto fue acuñado por Hector Berlioz al describir su obra Roméo et Juliette en su introducción de cinco párrafos para dicha obra. El antecesor directo de la sinfonía coral es la Novena Sinfonía de Ludwig van Beethoven. La Novena de Beethoven recoge parte de la Ode an die Freude (Oda a la Alegría), un poema de Friedrich Schiller, con texto cantado por solistas y coro en su último movimiento. Es el primer ejemplo de uso en un compositor importante de la voz humana al mismo nivel que los instrumentos en una sinfonía.
Algunos compositores del siglo XIX, en particular Felix Mendelssohn y Franz Liszt, siguieron a Beethoven en la producción de obras sinfónicas corales. El género se desarrolló ampliamente en el siglo XX, con obras notables como las compuestas por Benjamin Britten, Gustav Mahler, Sergéi Rajmáninov, Dmitri Shostakóvich, Ígor Stravinski y Ralph Vaughan Williams, entre otros. Desde finales del siglo XX y comienzos del siglo XXI se han compuesto varias obras nuevas de este género, entre ellas las escritas por Tan Dun, Philip Glass, Hans Werner Henze y Krzysztof Penderecki.
La intención era que la sinfonía coral permaneciera en el género sinfónico, incluso con su fusión de elementos dramáticos o narrativos que se derivaban de la inclusión de las palabras. Con este objetivo, las palabras fueron tratadas sinfónicamente para perseguir fines no narrativos, a través del uso frecuente de la repetición de palabras y frases importantes y la reordenación, transposición y omisión de pasajes lingüísticos. El texto llegó a determinar el esquema sinfónico básico, mientras que la orquesta transmitía las ideas musicales en un grado similar al del coro y los solistas. Incluso con un énfasis sinfónico, una sinfonía coral era influenciada a menudo en la forma musical y el contenido por una narración externa, incluso en las partes donde no había canto.

## Historia

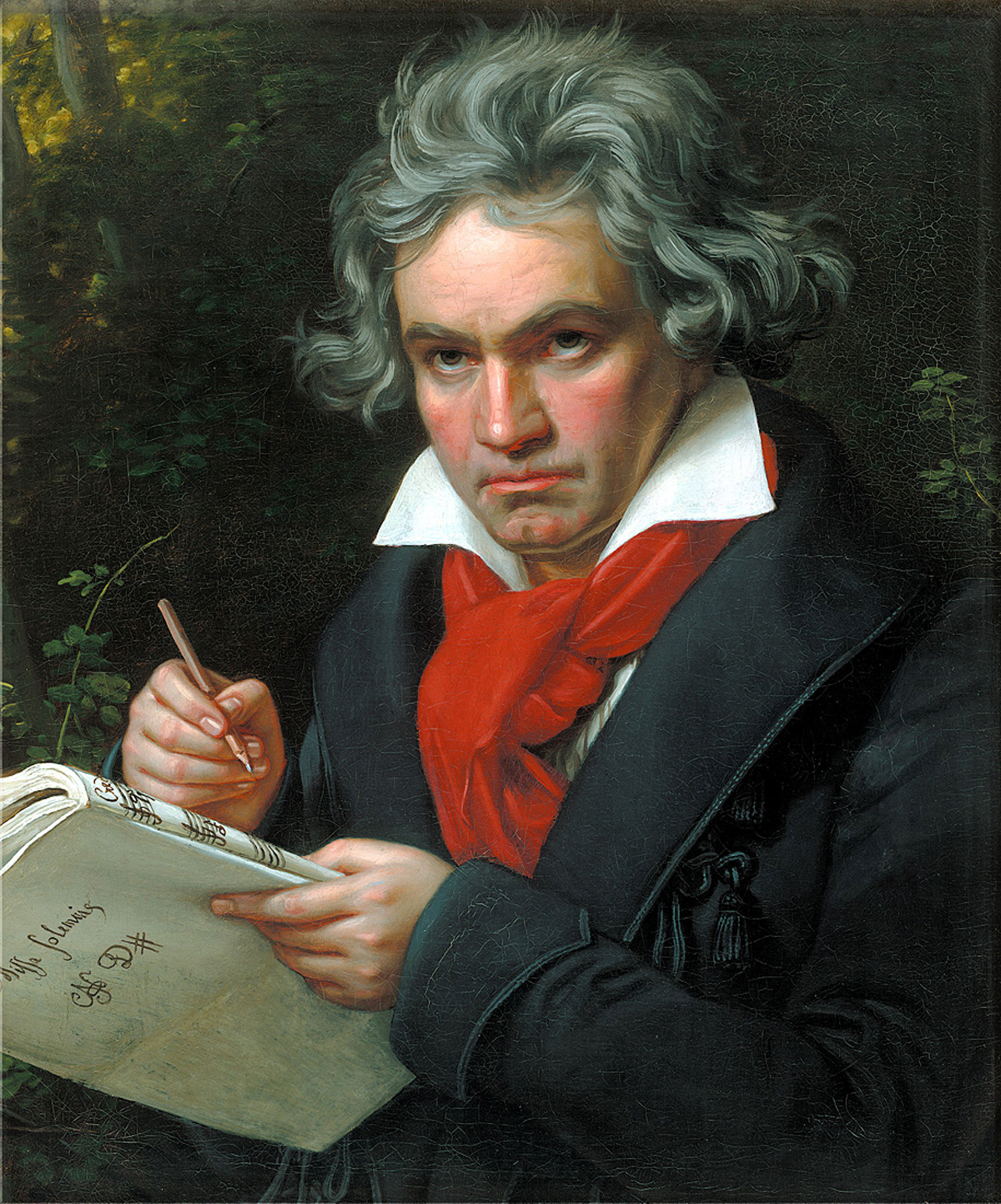
Ludwig van Beethoven redefinió el género sinfónico introduciendo palabras y voces en su Novena Sinfonía.

A finales del siglo XVIII, la sinfonía se estableció como el más prestigioso de los géneros instrumentales. Sin embargo, debido a la falta de un texto escrito para su enfoque, era vista como un vehículo para el entretenimiento más que de ideas sociales, morales o intelectuales. Este punto de vista cambió unas décadas más tarde, en parte debido a los logros en el género sinfónico de Joseph Haydn, Wolfgang Amadeus Mozart y Ludwig van Beethoven. También hubo un cambio de actitud hacia la música instrumental en general, y la ausencia de texto, antes vista como una desventaja, pasó a considerarse una virtud.
En 1824, la Novena Sinfonía de Beethoven redefinió la sinfonía mediante la introducción de texto y voz en un género previamente instrumental, por lo que abrió un debate sobre el futuro de la sinfonía en sí misma. Richard Wagner afirmó más tarde que el uso de las palabras de Beethoven había demostrado lo que el musicólogo Mark Evan Bonds denomina «los límites de la música puramente instrumental y, por lo tanto, el final de la sinfonía como género vital». Otros no estaban seguros de cómo proceder; si emular la Novena mediante la composición de sinfonías con finales corales o bien desarrollar el género sinfónico de manera puramente instrumental. Finalmente, según Bonds, la sinfonía fue vista «como un drama global y cósmico que trascendió el ámbito del sonido por sí solo».
Algunos compositores emularon y ampliaron el modelo de Beethoven. Hector Berlioz mostró en su sinfonía coral Roméo et Juliette un nuevo enfoque de la naturaleza épica de la sinfonía, usando voces para mezclar música y narrativa, excepto los momentos fundamentales de la narrativa reservados a la orquesta únicamente. Al hacerlo, escribe Bonds, Berlioz ilustra para los compositores posteriores «nuevos enfoques para abordar la metafísica en el ámbito de la sinfonía». Felix Mendelssohn compuso su Segunda Sinfonía como una obra para coro, solistas y orquesta. Habiendo etiquetado la obra como «sinfonía-cantata», amplió el final coral a nueve movimientos mediante la inclusión de secciones vocales para solistas, recitativos y secciones para coro, lo que hizo a la parte vocal más larga que las tres secciones puramente orquestales que la precedían. Franz Liszt escribió dos sinfonías corales, siguiendo estas formas de múltiples movimientos con las mismas prácticas de composición y mismos objetivos programáticos que había establecido en sus Poemas sinfónicos.

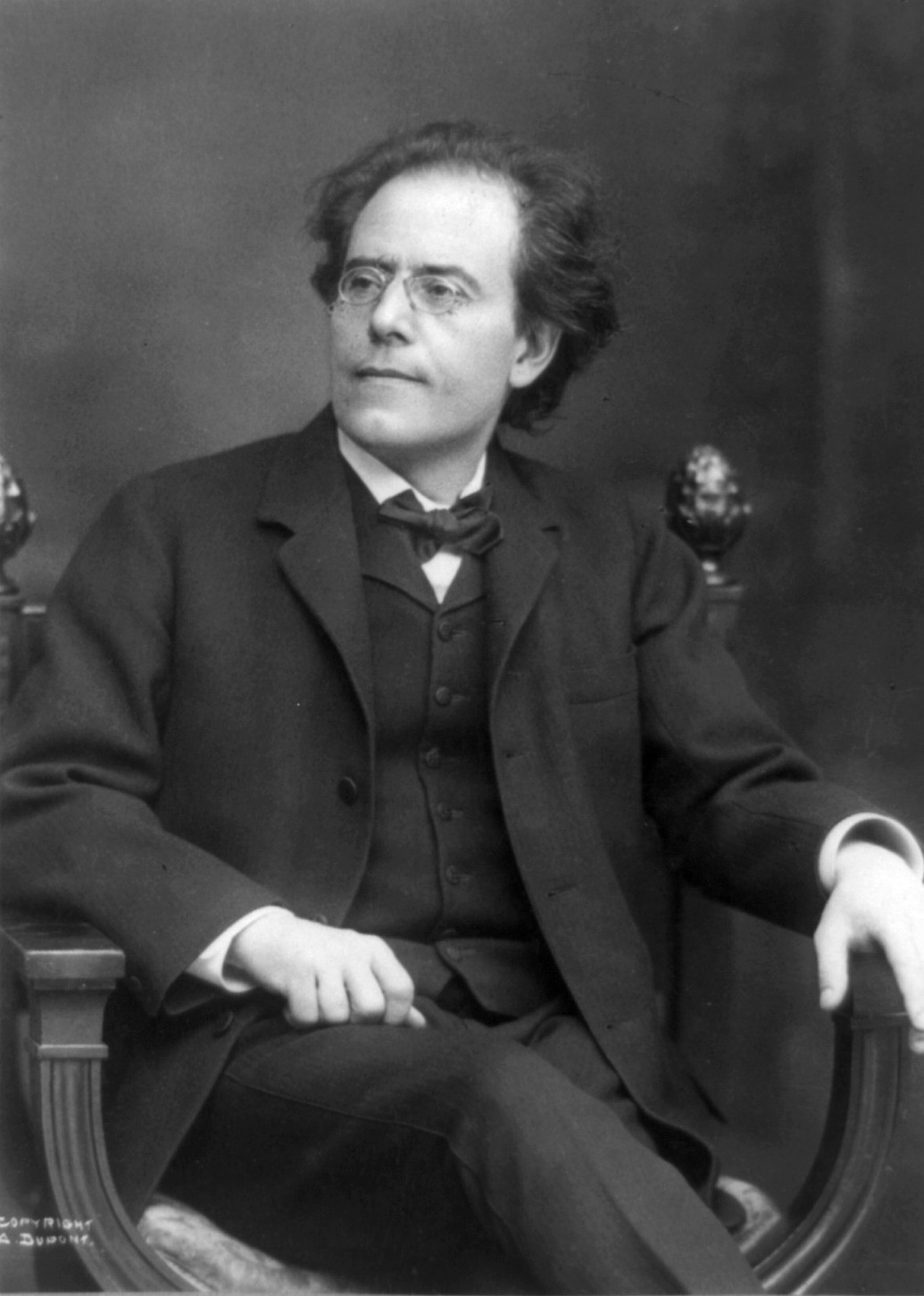
Gustav Mahler siguió el legado de Ludwig van Beethoven en sus primeras sinfonías.

Después de Liszt, Gustav Mahler tomó el legado de Beethoven en sus primeras sinfonías, en lo que Bonds llama «sus esfuerzos por un final utópico». Con este fin, Mahler utilizó un coro y solistas en el final de su Segunda Sinfonía, «Resurrección». En su Tercera Sinfonía escribió un final puramente instrumental precedido por dos movimientos vocales y en su Cuarta Sinfonía una soprano solista interpreta un final vocal. Después de escribir sus sinfonías Quinta, Sexta y Séptima como obras puramente instrumentales, Mahler regresó al estilo de «ceremonial festivo-sinfónico» en su Octava Sinfonía, que integra el texto a lo largo de toda la obra. Después de Mahler, la sinfonía coral se convirtió en un género más común, sufriendo diversos cambios de composición en el proceso. Algunos compositores, como Benjamin Britten, Sergéi Rajmáninov, Dmitri Shostakóvich y Ralph Vaughan Williams, siguieron la forma sinfónica en sentido estricto. Otros, como Havergal Brian, Alfred Schnittke y Karol Szymanowski, eligieron ampliar la forma sinfónica o utilizar diferentes estructuras sinfónicas en conjunto.
A lo largo de la historia de la sinfonía coral se han compuesto obras que han reflejado objetivos programáticos de composición particulares. Una de las primeras sinfonías de este tipo fue la Segunda Sinfonía de Mendelssohn, encargada por la ciudad de Leipzig en 1840 para celebrar el 400 aniversario de la invención de los tipos móviles por Johannes Gutenberg. Más de un siglo después, la Segunda Sinfonía de Henryk Górecki, subtitulada «Copernicana», fue encargada en 1973 por la Kosciuszko Foundation de Nueva York para celebrar el 500 aniversario del nacimiento del astrónomo Nicolás Copérnico. Entre estas dos obras, en 1930, el director de orquesta Sergéi Kusevitski encargó a Ígor Stravinski la composición de la Sinfonía de los Salmos para el 50 aniversario de la Orquesta Sinfónica de Boston y, en 1946, el compositor Henri Barraud, entonces jefe de Radiodiffusion-Télévision Française, encargó a Darius Milhaud que escribiera su Tercera Sinfonía, subtitulada «Te Deum», para conmemorar el final de la Segunda Guerra Mundial.
En los últimos años del siglo XX y los primeros del siglo XXI, se compusieron más sinfonías corales para ocasiones especiales. Krzysztof Penderecki compuso su Séptima Sinfonía para conmemorar el tercer milenio de la ciudad de Jerusalén, en 1996 y Tan Dun la Symphony 1997: Heaven Earth Mankind para conmemorar la transferencia de la soberanía de Hong Kong ese año a la República Popular China. Philip Glass recibió el encargo de componer su Quinta Sinfonía como una de las muchas piezas para celebrar el comienzo del siglo XXI.

## Características generales
Al igual que un oratorio o una ópera, una sinfonía coral es una obra musical para orquesta, coro y, a menudo, voces solistas, aunque se han compuesto algunas para voces sin acompañamiento. Berlioz, que en 1858 acuñó el término para describir a su Roméo et Juliette, explicó la peculiar relación que él concebía entre la voz y la orquesta:

Even though voices are often used, it is neither a concert opera nor a cantata, but a choral symphony. If there is singing, almost from the beginning, it is to prepare the listener's mind for the dramatic scenes whose feelings and passions are to be expressed by the orchestra. It is also to introduce the choral masses gradually into the musical development, when their too sudden appearance would have damaged the compositions's unity.
A pesar de que las voces son de uso frecuente, no es ni una ópera de concierto, ni una cantata, sino una sinfonía coral. Si en ella se canta, casi desde el principio, es para preparar la mente del oyente para las escenas dramáticas cuyos sentimientos y pasiones se expresan con la orquesta. También es para introducir las masas corales poco a poco en el desarrollo musical, ya que su aparición demasiado repentina hubiera dañado la unidad de la composición.

A diferencia de los oratorios o las óperas, que generalmente están estructurados dramatúrgicamente en arias, recitativos y coros, una sinfonía coral está estructurada como una sinfonía, en movimientos. Se puede emplear el esquema tradicional de cuatro movimientos, con un rápido movimiento de apertura, un movimiento lento, un scherzo y un movimiento final, o, como ocurre con muchas sinfonías instrumentales, se puede utilizar una estructura diferente de los movimientos. El texto escrito en una sinfonía coral está al mismo nivel que la música, como en un oratorio, y el coro y los solistas comparten papel con los instrumentos. Con el tiempo, el uso del texto permitió a la sinfonía coral evolucionar desde una sinfonía instrumental con un final coral, como en la Novena de Beethoven, a una composición que puede utilizar voces e instrumentos en toda la composición, como en la Sinfonía de los Salmos de Stravinski o la Octava Sinfonía de Mahler.
A veces, el texto puede dar una idea general básica que se relaciona con el esquema de cuatro movimientos de una sinfonía. Por ejemplo, la estructura de cuatro partes de Las campanas de Edgar Allan Poe, una progresión desde la juventud hasta el matrimonio, la madurez y la muerte, sugirió naturalmente los cuatro movimientos de una sinfonía a Sergéi Rajmáninov, lo que resultó en su sinfonía coral homónima. El texto puede animar a un compositor a ampliar la sinfonía coral traspasando los límites normales del género sinfónico, al igual que hizo Berlioz con su Roméo et Juliette, aunque aún permanece dentro de la intención estructural o estética básica de la forma sinfónica. También esto puede influir en el contenido musical en las partes donde no hay canto, como en Roméo et Juliette. Allí, Berlioz permite a la orquesta expresar la mayor parte del drama en la música instrumental y ahorra palabras para las secciones expositivas y narrativas de la obra.

## Relación entre palabras y música
Como en un oratorio, el texto escrito en una sinfonía coral puede compartir un estatus similar al de la música, y el coro y los solistas pueden participar en el planteamiento y desarrollo de ideas musicales en una medida similar a los instrumentos. El texto también puede ayudar a determinar si el autor sigue estrictamente la forma sinfónica, como en el caso de Rajmáninov, Britten y Shostakóvich, o si sobrepasan la forma sinfónica, como en el caso de Berlioz, Mahler y Havergal Brian. A veces, la elección del texto ha llevado al compositor a diferentes estructuras sinfónicas, como en el caso Szymanowski, Schnittke y, de nuevo, Havergal Brian. El compositor también puede optar por tratar el texto fluidamente, de una manera más parecida a la música que a la narración. Tal fue el caso de Vaughan Williams, Mahler y Philip Glass.

### Tratamiento musical del texto
La nota del programa de Vaughan Williams para A Sea Symphony explica la forma en que el texto iba a ser tratado como la música. El compositor escribe: «El plan de la obra es sinfónico más que narrativo o dramático y esto se puede cumplir para justificar la repetición frecuente de palabras y frases importantes que se producen en el poema. Las palabras y la música son tratados sinfónicamente». Se inspiró en los poemas de Walt Whitman para componer la sinfonía y el uso del verso libre del escritor se aprecia en un momento en que la fluidez de la estructura se vuelve más atractiva que los ajustes tradicionales métricos del texto. Esta fluidez ayudó a facilitar la no narrativa, el tratamiento sinfónico del texto que Vaughan Williams tenía en mente. En el tercer movimiento, en particular, el texto es vagamente descriptivo y puede ser «empujado por la música», se repiten algunas líneas, algunas no consecutivas en el texto escrito siguen a otras en la música, mientras que otras desaparecen por completo.
Vaughan Williams no fue el único que dio un enfoque no narrativo a su texto. Mahler tomó uno similar, tal vez con un enfoque incluso más radical en su Octava Sinfonía, presentando muchas líneas de la primera parte, «Veni Creator Spiritus», en lo que el escritor y crítico musical Michael Steinberg se refiere como «un crecimiento muy denso de repeticiones, combinaciones, inversiones, transposiciones y mezclas». Hace lo mismo con el texto de la escena final de Fausto de Goethe en la segunda parte de la sinfonía, haciendo dos cortes importantes y otros cambios.
Otras obras llevan el uso del texto como música aún más lejos. Vaughan Williams utiliza un coro de voces de mujeres sin decir una palabra en su Sinfonía Antártica, basada en su música para la película Scott of the Antarctic, para concienciar sobre el estado de desolación de la atmósfera global. Mientras que en la Séptima Sinfonía de Philip Glass, también conocida como Una sinfonía tolteca, se utiliza un coro en los movimientos segundo y tercero, el texto no contiene palabras reales. El compositor afirma que, en cambio, formó el texto con «sílabas sueltas que añadía al marco evocador de la textura orquestal en general».

### Música y palabras en igualdad de condiciones

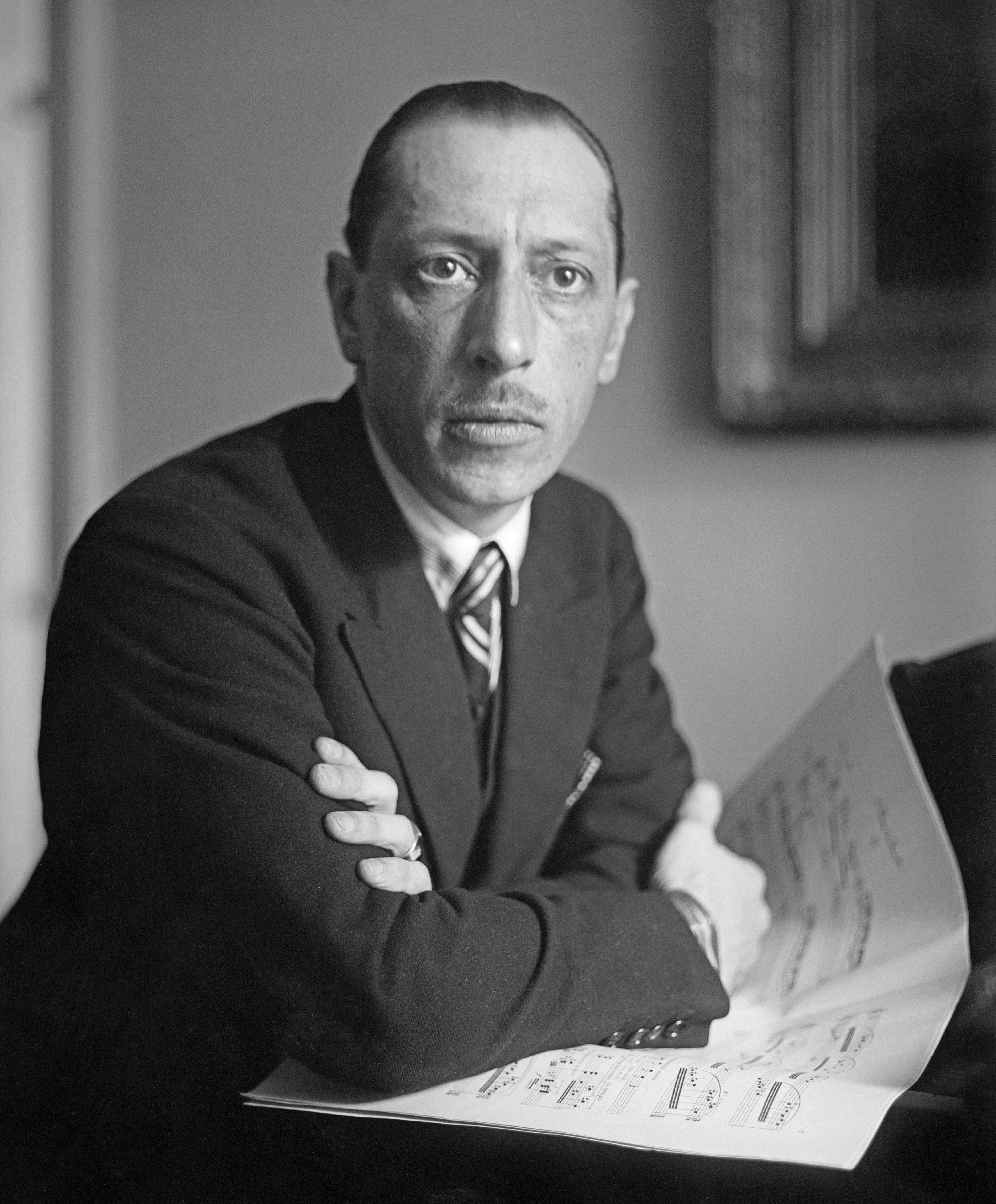
Ígor Stravinski utiliza coro y orquesta, en su Sinfonía de los Salmos «en igualdad de condiciones».

Ígor Stravinski dijo acerca de los textos de su Sinfonía de los Salmos que «no es una sinfonía en la que he incluido Salmos para ser cantados. Por el contrario, es el canto de los Salmos lo que estoy convirtiendo en sinfonía». Esta decisión fue tanto musical como textual. El contrapunto de Stravinski requiere varias voces musicales funcionando de forma simultánea, melódica y rítmicamente independientes, pero interdependientes armónicamente. Sonarían muy diferentes cuando se oyeran por separado, pero son armoniosas cuando se oyen juntas. Para facilitar la máxima claridad posible en este conjunto de voces, Stravinski utiliza «un conjunto coral e instrumental en el que los dos elementos deben estar en igualdad de condiciones y ninguno de ellos prevalezca sobre los demás».
La intención de Mahler al componer su Octava Sinfonía para un elenco excepcionalmente grande fue lograr un equilibrio similar entre los efectivos vocales y los instrumentales. No se trataba simplemente de un intento de efecto grandioso, aunque por el uso que hace el compositor de esos efectivos se ganó el subtítulo de «Sinfonía de los mil» de su agente de prensa (sobrenombre que ha conservado). Al igual que Stravinski, Mahler hace un uso intensivo y prolongado del contrapunto, sobre todo en la primera parte, «Veni Creator Spiritus». A lo largo de esta sección, según el escritor musical Michael Kennedy, Mahler muestra un dominio considerable en la manipulación de múltiples voces melódicas independientes. El musicólogo Deryck Cooke añade que Mahler se ocupa de su enorme elenco «con una claridad extraordinaria».
Vaughan Williams también insistió en el equilibrio entre las palabras y la música en A Sea Symphony, ya que escribió en su nota para el programa de la obra: «También se observa que la orquesta comparte igualdad de condiciones con el coro y solistas en la realización de las ideas musicales». El crítico musical Samuel Langford, al escribir sobre el estreno de la obra para el The Manchester Guardian, afirmaba, de acuerdo con el compositor: «Es lo más cercano que tenemos a una verdadera sinfonía coral, en la que las voces son usadas en todas partes tan libremente como la orquesta».
Robert Strassburg (1915-2003) compuso en su composición Leaves of Grass: A Choral Symphony (1992) - un sinfónico "escenario musical" en diez movimientos para la poesía de Walt Whitman, equilibrando las contribuciones de un narrador, un coro y una orquesta.

### Palabras para decidir la forma sinfónica

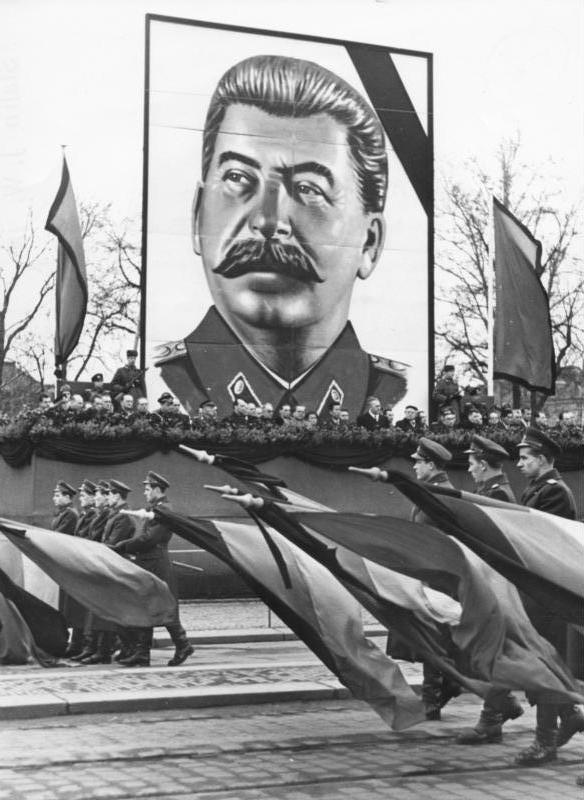
Los poemas de Yevgeni Yevtushenko sobre el terror bajo el régimen de Stalin (en la foto) y otros abusos soviéticos inspiraron a Shostakóvich para componer su Decimotercera Sinfonía.

Las campanas, sinfonía coral de Rajmáninov, refleja en cuatro partes la progresión desde la juventud al matrimonio, la madurez y la muerte según el poema de Poe. Britten invierte el patrón en su Spring Symphony, donde las cuatro secciones de la sinfonía representan, en palabras de su autor, «el progreso desde el invierno a la primavera y el despertar de la tierra y la vida que ello conlleva [...] Es en la forma tradicional de cuatro movimientos de una sinfonía, pero con los movimientos divididos en secciones más cortas unidas por un estado de ánimo o punto de vista similar».
La gestación de la Decimotercera Sinfonía, «Babi Yar», de Shostakóvich solo fue un poco menos directa. Adaptó el poema Babi Yar de Yevgeni Yevtushenko casi inmediatamente después de leerlo e inicialmente consideró que fuera una composición de un único movimiento. Tras descubrir otros tres poemas de Yevtushenko de la colección Vzmakh ruki (Un gesto de la mano) se inspiró para desarrollar una sinfonía de larga duración coral, con «A Career» («Una carrera») como movimiento de cierre. El musicólogo Francis Maes comenta que Shostakóvich lo hizo así para complementar el tema de Babi Yar sobre el sufrimiento de los judíos con versos de Yevtushenko sobre otros abusos soviéticos: «"At the Store" ("En la tienda") es un homenaje a las mujeres que tienen que hacer cola durante horas para comprar los alimentos más básicos, [...] "Fears" ("Temores") evoca el terror hacia Stalin. "A Career" es un ataque a los burócratas y un homenaje a la creatividad genuina». El historiador musical Boris Schwarz añade que los poemas, en el orden en que Shostakóvich los coloca, forman un fuerte movimiento de apertura espectacular, un scherzo, dos movimientos lentos y un final.
En otros casos, la elección del texto ha llevado al compositor a diferentes estructuras sinfónicas. Havergal Brian permitió que la forma de su Cuarta Sinfonía, subtitulada «Das Siegeslied» («Salmo de la Victoria»), fuera dictada por la estructura en tres partes de su texto, el Salmo 68; el arreglo de los versículos 13-18 para soprano solista y orquesta forma un interludio tranquilo entre dos bravos y altamente marciales conjuntos cromáticos para los enormes efectivos del coro y orquesta. Asimismo, Szymanowski permitió que el texto del poeta persa del siglo XIII Rumi dictara lo que Jim Samson denomina «movimiento tripartito único» y «estructura de arco en general» de su Tercera Sinfonía, subtitulada «Song of the Night» («Canción de la noche»).

### Palabras para expandir la forma sinfónica
Un compositor también puede recurrir a un texto para expandir una sinfonía coral más allá de los límites normales del género sinfónico. Esto es evidente en la inusual orquestación y dirección de escena que Berlioz preparó para su Roméo et Juliette. Esta pieza tiene en realidad siete movimientos y demanda un intermedio después del cuarto movimiento —«Scherzo de la reina Mab»— para retirar las arpas del escenario y traer el coro de los Capuleto para la marcha fúnebre que sigue. D. Kern Holoman, biógrafo de Berlioz, observó que «según la veía Berlioz, la obra tiene simplemente un diseño beethoveniano, recubierto con la narrativa de los elementos. Su núcleo se aproxima a una sinfonía de cinco movimientos con el final coral y, como en la [Symphonie] Fantastique, tiene tanto un scherzo como una marcha [...] Los movimientos "extra" son, por lo tanto, la introducción con su popurrí de las subsecciones y la escena descriptiva de la tumba [al final de la obra]».
Mahler amplió el modelo de Beethoven tanto en el plano programático como por razones sinfónicas en su Segunda Sinfonía, «Resurrección», en el cuarto movimiento vocal, «Urlicht», reduciendo la fe inocente del tercer movimiento con la tensión ideológica que Mahler trataba de resolver en el movimiento final. Entonces, abandonó este modelo para su Tercera Sinfonía, con dos movimientos para orquesta y voces seguidos de tres puramente instrumentales, antes de volver a instrumentos solos en el movimiento final. Como Mahler, Havergal Brian amplió el modelo beethoveniano, pero a mayor escala y con elencos orquestales y corales mucho más grandes, en su Primera Sinfonía. Subtitulada «La gótica» y compuesta entre 1919 y 1927, la sinfonía estaba inspirada en el Fausto de Goethe y la arquitectura gótica de las catedrales europeas. La Primera de Brian tiene dos partes. La primera consiste en tres movimientos instrumentales y la segunda, también en tres movimientos y más de una hora de duración, es un arreglo en latín del Te Deum.

## Sinfonías para coro sin acompañamiento
Algunos compositores han escrito sinfonías para coro sin acompañamiento, en las que el coro interpreta el papel tanto vocal como instrumental. Granville Bantock compuso de este modo tres de sus obras —Atalanta in Calydon (1911), Vanity of Vanities (1913) y A Pageant of Human Life (1913)—. Su Atalanta, denominada por el musicólogo Herbert Antcliffe «la más importante [de las tres obras] tanto en experimentación técnica como en inspiración», fue escrita para un coro de al menos 200 integrantes: el compositor especificó «no menos de 10 voces para cada parte» en una obra con 20 partes vocales separadas. Usando este elenco, Bantock formó grupos «de diferentes pesos y colores para tener la variedad de matices y perspectivas [de una orquesta]» Además, se divide el coro en tres secciones por norma general, aproximando los timbres de las maderas, los metales y las cuerdas. Dentro de estas divisiones, Antcliffe escribe:

Almost every possible means of vocal expression is employed separately or in combination with others. To hear the different parts of the choir describing in word and tone «laughter» and «tears» respectively at the same time is to realize how little the possibilities of choral singing have as yet been grasped by the ordinary conductor and composer. Such combinations are extremely effective when properly achieved, but they are very difficult to achieve.
Se utilizan casi todos los medios posibles de expresión vocal por separado o en combinación con otros. Al escuchar las diferentes partes del coro describir con palabras y tonos de «risas» y «lágrimas», respectivamente al mismo tiempo, se entiende lo poco que han sido captadas las posibilidades del canto coral por el director y compositor ordinario. Este tipo de combinaciones son muy eficaces cuando se logran, pero muy difíciles de conseguir.

Roy Harris compuso su Symphony for Voices en 1935 para un coro a capella dividido en ocho partes. Se centró en la armonía, el ritmo y la dinámica, permitiendo que el texto de Walt Whitman determinara la escritura coral. John Profitt afirma que «en un sentido real, los esfuerzos humanos tan vistosamente retratados en la poesía de Whitman encuentran una analogía musical en las pruebas a la que son sometidos los cantantes», sobre la dificultad de la música para los artistas y de su calidad altamente evocadora. Malcolm Williamson escribió su Symphony for Voices entre 1960 y 1962, adaptando textos del poeta australiano James McAuley. Lewis Mitchell escribe que la obra no es una sinfonía en el sentido verdadero, sino que más bien es una obra en cuatro movimientos precedidos por una invocación para contralto solista. El texto es una combinación de poemas que celebraban el desierto de Australia y el cristianismo visionario, sus líneas dentadas y ritmos acompañados de música. Mitchell escribe: «De todas sus obras corales, con la posible excepción del Requiem for a Tribe Brother, la Sinfonía es la de sentimientos más australianos».

## Intención programática

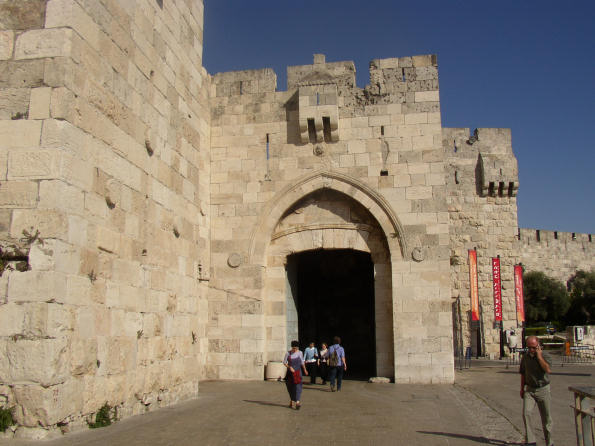
La puerta de Jaffa, en la Ciudad Vieja de Jerusalén. La Séptima Sinfonía de Penderecki, subtitulada «Siete puertas de Jerusalén», está «invadida por el número "siete" a distintos niveles».

Algunos esfuerzos recientes han prestado menos atención a la forma sinfónica y más a la intención programática. Hans Werner Henze compuso en 1997 su Novena Sinfonía en siete movimientos, basándose para su estructura en la novela La séptima cruz de Anna Seghers. La novela relata la huida de siete fugitivos de una prisión nazi, condenados a muerte por crucifixión. La experiencia traumática del preso para conseguir la libertad se convierte en la parte fundamental del texto. La Séptima Sinfonía de Penderecki, subtitulada «Siete puertas de Jerusalén» y que se concibió originalmente como un oratorio, no solo está escrita en siete movimientos, sino que, según afirma el musicólogo Richard Whitehouse está «invadida por el número "siete" a distintos niveles». La obra está unida por un amplio sistema de frases de siete notas, así como el uso frecuente de las siete notas repetidas en un único tono. Los siete acordes tocados fortissimo traen el final de la obra.
La Quinta Sinfonía de Philip Glass, terminada en 1999 y subtitulada «Réquiem, Bardo y Nirmanakaya», está escrita en 12 movimientos para cumplir con su intención programática. Glass escribe: «Mi plan para la sinfonía era que representara un amplio espectro de muchas de las grandes tradiciones de la "sabiduría" del mundo», síntesis de «un texto vocal que comienza antes de la creación del mundo, pasa por la vida terrenal y el paraíso, y termina con una entrega futura». Glass escribe que consideraba que el comienzo del milenio a principios del siglo XXI era un puente simbólico entre el renacimiento pasado, presente y espiritual.
Más recientemente, Glass basó la estructura filosófica y musical de su Séptima Sinfonía en la trinidad sagrada Wixarika. Glass escribió sobre los respectivos movimientos de apertura de la obra y su relación con la estructura general de la sinfonía «"The Corn" ("El maíz") representa un vínculo directo entre la Madre Tierra y el bienestar de los seres humanos [...] "The Sacred Root" ("La raíz sagrada") se encuentra en los desiertos del norte y centro de México y se entiende que es la puerta al mundo del Espíritu. Se considera que "The Blue Deer" ("El venado azul") es el poseedor del Libro del Conocimiento. Cualquier hombre o mujer que aspira a ser una "persona de conocimiento", a través de un arduo entrenamiento y esfuerzo, encuentra al Venado azul [...]».

### Palabras para cambiar la intención programática

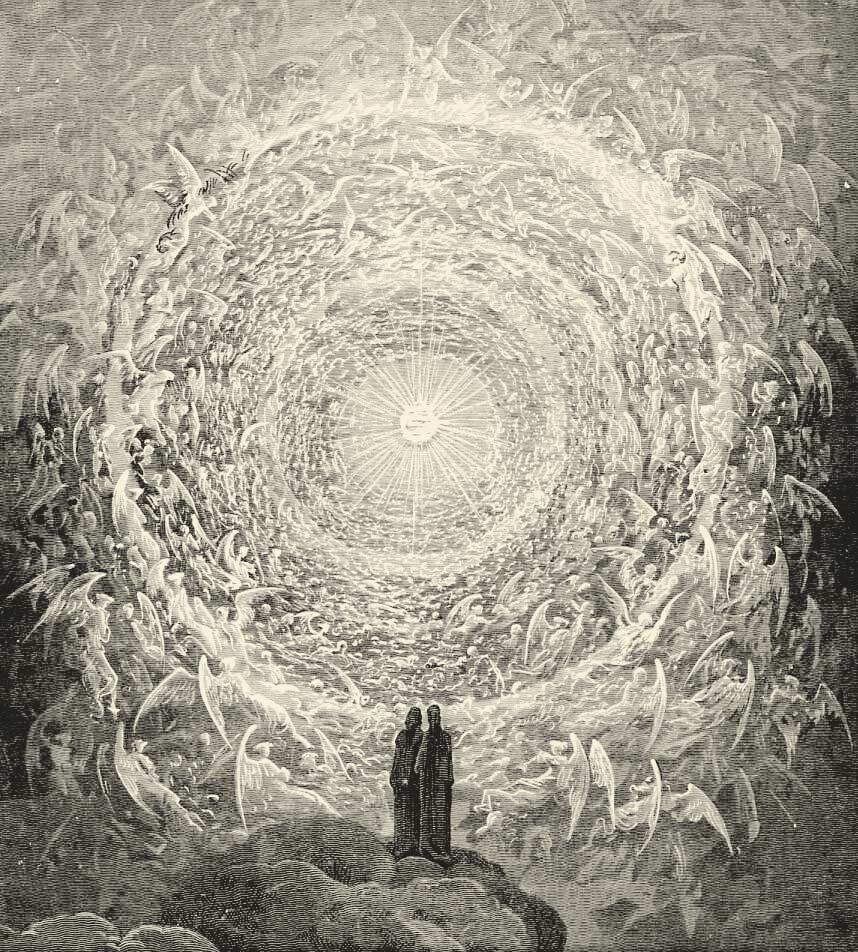
Canto 31 del Paraíso de Dante Alighieri. Ilustración de Gustave Doré que muestra a Dante escuchando la música del Cielo desde lejos.

La adición de un texto puede cambiar efectivamente la intención programática de una composición, como ocurre con las dos sinfonías corales de Franz Liszt. Tanto la Sinfonía Fausto como la Sinfonía Dante fueron concebidas como obras puramente instrumentales y más tarde se convirtieron en sinfonías corales. Sin embargo, aunque el especialista en la obra de Liszt, Humphrey Searle, afirma que la inclusión posterior de una coral por parte de Liszt recapitula con eficacia Fausto y hace que sea completa, otro experto en Liszt, Reeves Shulstad, sugiere que Liszt cambió el foco dramático de la obra hasta el punto de merecer una interpretación diferente de la misma. Según Shulstad, «la versión original de Liszt de 1854 terminó con una última referencia a la fugaz Gretchen y una [...] perorata orquestal en do mayor, basada en los movimientos más majestuosos de los temas de apertura. Se podría decir que esta conclusión se mantiene dentro de la personalidad de Fausto y su imaginación». Cuando Liszt volvió a concebir la obra tres años más tarde, agregó un «Coro místico», el coro masculino que canta las últimas palabras del Fausto de Goethe. El tenor solista, acompañado por el coro, canta las dos últimas líneas del texto. Shulstad escribe que «con la incorporación del texto del "Coro místico", el tema Gretchen se ha transformado y ya no aparece como un Fausto enmascarado. Con esta asociación directa con la escena final del drama que ha escapado a la imaginación de Fausto y está escuchando otra voz comentando su lucha y redención».
Del mismo modo, la inclusión de Liszt de un final coral en su Sinfonía Dante cambió tanto la intención estructural como la programática de la obra. La intención de Liszt era seguir la estructura de la Divina Comedia de Dante y componerla en tres movimientos, uno para el Infierno, otro para el Purgatorio y otro para el Paraíso. Sin embargo, el yerno de Liszt, Richard Wagner, le convenció de que ningún compositor terrenal podía expresar fielmente los encantos del Paraíso. Liszt descartó el tercer movimiento, pero agregó un elemento coral, un magníficat, al final del segundo. Esta acción, afirma Searle, destruyó realmente el equilibrio formal de la obra y deja al oyente, como a Dante, mirando hacia arriba a las alturas del Cielo y escuchando su música a lo lejos. Shulstad sugiere que el final coral en realidad ayuda a completar la trayectoria programática de la obra de la lucha al paraíso.
Por el contrario, un texto también puede provocar el nacimiento de una sinfonía coral, solo para que la obra se convierta en una puramente instrumental cuando se cambia el enfoque programático de la misma. Shostakóvich había planificado inicialmente su Séptima Sinfonía como una sinfonía de un solo movimiento coral al igual que sus sinfonías Segunda y Tercera. Según está documentado, tenía la intención de establecer un texto para el Salmo noveno de la Séptima, en el tema de la venganza por el derramamiento de sangre inocente. En esto estuvo influenciado por Stravinski, ya que había quedado profundamente impresionado con el final de su Sinfonía de los Salmos, que quería emular en esta obra. Si bien el tema del Salmo noveno transmite la indignación de Shostakóvich por la opresión de Stalin, una interpretación o representación pública de la obra con texto habría sido imposible antes de la invasión alemana de la Unión Soviética. La agresión de Adolf Hitler hizo que la representación de dicha obra fuera factible, al menos en teoría, ya que la referencia a la «sangre» se aplicaría, por lo menos oficialmente, a Hitler. Con Stalin apelando a los sentimientos patrióticos y religiosos de los soviéticos, las autoridades ya no suprimían las imágenes o temas ortodoxos. Sin embargo, Shostakóvich finalmente se dio cuenta de que su obra abarcaba mucho más que esta simbología. Amplió la sinfonía a la forma tradicional de cuatro movimientos y la hizo puramente instrumental.

### Suplantar texto sin palabras

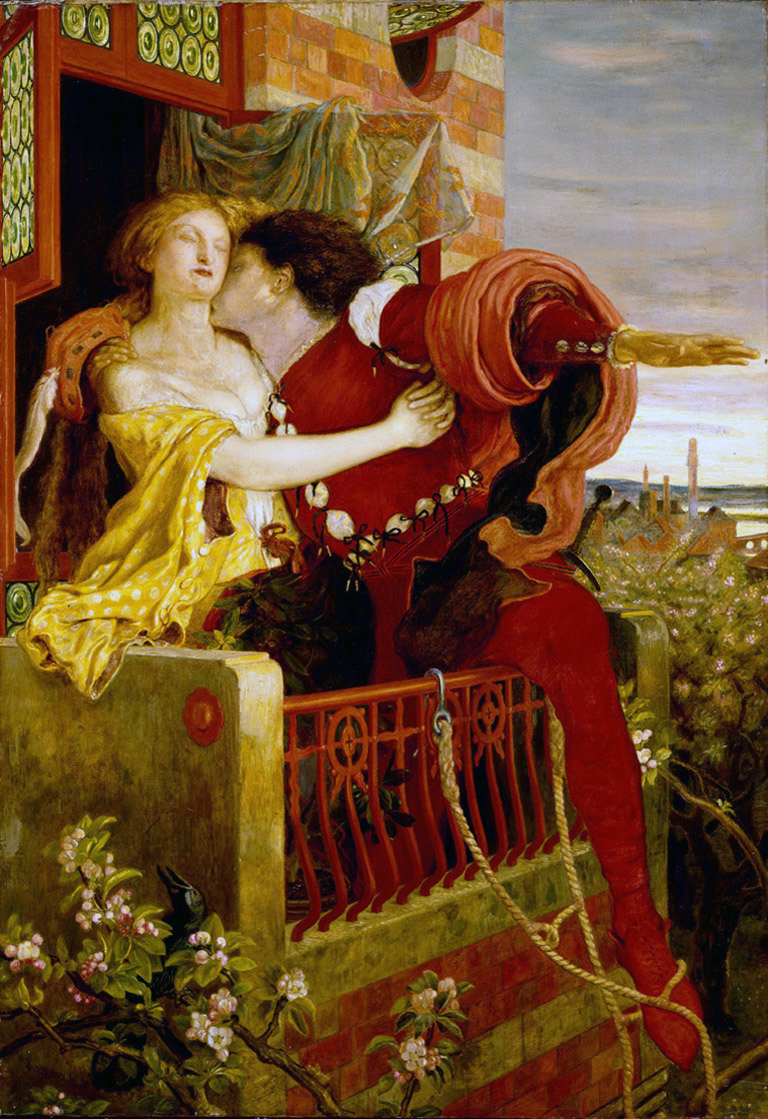
Hector Berlioz permitió el texto para dictar la forma sinfónica en Roméo et Juliette pero permitió que la música suplantara el texto sin palabras.

Aunque Berlioz permitió que los aspectos programáticos de su texto moldearan la forma sinfónica de Roméo et Juliette y orientaran su contenido, también mostró cómo una orquesta puede suplantar a un texto sin más palabras para ilustrarlo. Escribió en su prefacio de la obra:

If, in the famous garden and cemetery scenes the dialogue of the two lovers, Juliet's asides, and Romeo's passionate outbursts are not sung, if the duets of love and despair are given to the orchestra, the reasons are numerous and easy to comprehend. First, and this alone would be sufficient, it is a symphony and not an opera. Second, since duets of this nature have been handled vocally a thousand times by the greatest masters, it was wise as well as unusual to attempt another means of expression. It is also because the very sublimity of this love made its depiction so dangerous for the musician that he had to give his imagination a latitude that the positive sense of the sung words would not have given him, resorting instead to instrumental language, which is richer, more varied, less precise, and by its very indefiniteness incomparably more powerful in such a case.
Si, en las famosas escenas del jardín y el cementerio el diálogo de los dos amantes, la digresión de Julieta, y las explosiones de pasión de Romeo no se cantan, si los dúos de amor y la desesperación se dan a la orquesta, las razones son numerosas y fáciles de comprender. En primer lugar, y esto por sí solo sería suficiente, es una sinfonía y no una ópera. En segundo lugar, dúos de esta naturaleza han sido manipulados vocalmente mil veces por los grandes maestros, algo tan acertado como inusual para intentar otro medio de expresión. También se debe a que la sublimidad misma de este amor hizo su descripción tan peligrosa para el músico que tuvo que dar libertad a su imaginación en el sentido positivo que las palabras cantadas no le habrían dado, en lugar de recurrir al lenguaje instrumental, lo que es más rico, más variado, menos preciso y, por su indefinición, incomparablemente más poderoso en este caso.

Como un manifiesto, este párrafo fue importante para la fusión de elementos sinfónicos y dramáticos en la misma composición musical. El musicólogo Hugh MacDonald escribe que, como Berlioz mantuvo la idea de la construcción sinfónica muy presente, permitió a la orquesta expresar la mayor parte del drama en la música instrumental y poner las secciones expositivas y narrativas en palabras. El también musicólogo Nicholas Temperley sugiere que, en Roméo, Berlioz creó un modelo de cómo un texto dramático podría orientar la estructura de una sinfonía coral, sin eludir que la obra fuera reconocible como una sinfonía. En este sentido, el musicólogo Mark Evans Bonds escribe que las sinfonías de Liszt y Mahler deben su influencia a Berlioz.
Más recientemente, Alfred Schnittke permitió que los aspectos programáticos de sus textos dictaran el curso de sus dos sinfonías corales, incluso cuando no hay palabras que cantar. La Segunda Sinfonía en seis movimientos de Schnittke, siguiendo el Ordinario de la Misa de la Iglesia católica, se desarrolla programáticamente en dos niveles simultáneos. Mientras que los solistas y el coro interpretan brevemente la misa, mediante corales extraídas del gradual, la orquesta ofrece un extenso comentario en ejecución que puede continuar durante mucho más tiempo que la sección de la misa que está siendo interpretada. A veces, el comentario sigue un coro determinado, pero con frecuencia es más libre y más amplio de estilo. A pesar de la disparidad estilística que resulta, el biógrafo Alexander Ivashkin comenta que «musicalmente casi todas estas secciones mezclan la melodía coral [sic] y los amplios comentarios orquestales posteriores». La obra se convierte en lo que Schnittke llamó una «Misa invisible» e Ivashkin denominó «una sinfonía contra un contexto coral».
El programa de Schnittke para su Cuarta Sinfonía, reflejando el dilema religioso del propio compositor en la época en la que fue compuesta, es más complejo en su ejecución, por lo que la mayoría es expresado sin palabras. En las veintidós variaciones que conforman el único movimiento de la sinfonía, Schnittke representa los quince Misterios del Rosario tradicionales, que destacan los momentos importantes en la vida de Cristo. Como hizo en su Segunda Sinfonía, Schnittke realiza al mismo tiempo un detallado comentario musical de lo que se está representado. Lo hace durante el uso de música religiosa de los credos católico, protestante, judío y ortodoxo, donde la textura orquestal se vuelve extremadamente densa en los múltiples hilos musicales que progresan al mismo tiempo. Un tenor y un contratenor cantan también sin palabras en dos puntos de la sinfonía. Las palabras se guardan para un final en el que los cuatro tipos de música religiosa se utilizan como contrapunto como un coro de cuatro partes que canta el Ave María. El coro se puede elegir si desea cantar el Ave María en ruso o en latín. La intención programática de la utilización de estos diferentes tipos de música, según escribe Ivashkin, es una insistencia por parte del compositor «en la idea [...] de la unidad de la humanidad, una síntesis y armonía entre las diversas manifestaciones de la fe».